# جووانی
جیووانی یا جووانی (Giovanni یا Geovani؛ برگرفته از نام لاتین Iohannes)، معادل لاتین جان (John) است.

## افراد مشهور با این نام
- گلاسیوس دوم
- لئون دهم
- جووانی آنیلی
- جووانی باتالین
- جووانی بلینی
- جووانی باتیستا بلتسونی
- جووانی بوکاچیو
- جیووانی بولدینی
- جووانی بوسکو
- جووانی دا وراتزانو
- جیووانی دوس سانتوس
- جووانی فراری
- جیووانی لاپنتی
- جورجو مورودر
- جووانی پیکو دلا میراندولا
- جووانی پیزانو
- جووانی ریبیسی
- جووانی ساموئلز
- جووانی اسکیاپارلی
- جووانی آنتونیو اسکپولی
- جیووانی سیلوا ده اولیویرا
- جیووانی سیمئونه
- جووانی اسپادولینی
- جووانی تراپاتونی
- جووانی فن برونکهورست
- جیوانی البر
- جیوانی فاریا دا سیلوا
- جیووانی گاویو
- جیووانی دیبرسون مائوریسیو
- جیووانی دوس سانتوس
- آریا جووانی
- جوی جیووانی